# روبرت بانكس (مخرج)
روبرت بانكس (بالإنجليزية: Robert Banks)‏ هو مخرج أمريكي، ولد في 1966 في كليفلاند في الولايات المتحدة.

## وصلات خارجية
- روبرت بانكس على موقع IMDb (الإنجليزية)
- روبرت بانكس على موقع قاعدة بيانات الفيلم (الإنجليزية)
- روبرت بانكس على موقع كينوبويسك (الروسية)